# Modibo Maïga
Modibo Maïga (Bamako, 3 september 1987) is een Malinees voetballer die bij voorkeur als aanvaller speelt. Hij tekende in september 2017 een contract tot medio 2018 bij Ajman Club.

## Clubcarrière
Maïga brak op zestienjarige leeftijd door in eigen land, bij Stade Malien. Daar werd hij ontdekt door een scout van Raja Casablanca. Hij speelde twee jaar in Marokko vooraleer hij werd weggehaald door het Franse Le Mans. In drie seizoenen scoorde hij 15 doelpunten in 88 wedstrijden voor Le Mans. Op 28 juli 2010 tekende hij een vierjarig contract bij Sochaux, dat drie miljoen euro op tafel legde voor de Malinese aanvaller. Na één seizoen verklaarde hij - na verregaande interesse van het Engelse Newcastle United - nooit meer voor de club te willen uitkomen. Uiteindelijk draaide hij bij, maar dit werd niet in dank afgenomen door de supporters. In twee seizoenen scoorde hij 24 doelpunten in 59 wedstrijden voor Sochaux.
Op 17 juli 2012 onderging hij een medische keuring bij West Ham United. Eén dag later zette hij zijn handtekening onder een vierjarig contract bij de Engelse club. Op 18 augustus 2012 maakte hij zijn debuut voor The Hammers tegen Aston Villa. Hij viel na 81 minuten in voor Carlton Cole. Op 28 augustus 2012 scoorde hij in zijn eerste thuiswedstrijd in East-London in de League Cup tegen Crewe Alexandra. Op 20 oktober 2012 scoorde hij zijn eerste competitiedoelpunt tegen Southampton. Op 1 december 2012 won West Ham United thuis met 3-1 van Chelsea. Maïga maakte een van de doelpunten. West Ham verhuurde Maïga  aan het begin van het seizoen 2014/15 aan FC Metz, waarmee hij uit de Ligue 1 degradeerde.
Hij tekende in augustus 2015 een contract tot medio 2017 bij Al-Nassr, waarmee hij West Ham definitief verliet. Een jaar later verkaste hij naar Al-Ittihad Kalba SC. De club degradeerde aan het einde van het seizoen 2016/17 uit de hoogste klasse. Maïga ging niet met de club op het tweede niveau spelen, maar tekende in september 2017 een contract voor één seizoen bij Ajman Club.

## Interlandcarrière
Maïga debuteerde voor Mali in 2007. Hij nam viermaal deel aan de Afrika Cup: in 2010, 2012, 2013 en 2015. In de edities van 2012 en 2013 werd een derde plaats behaald.